# Meurtres à LaMut
Meurtres à LaMut (titre original : Murder in LaMut) est le deuxième tome des Légendes de Krondor, série de fantasy écrite par Raymond Elias Feist. Ce roman, coécrit avec Joel Rosenberg (en), est paru aux États-Unis en 2002 puis a été traduit en français et publié par les éditions Bragelonne en 2015.

## Résumé
Il n’y a pas de chemins faciles à Midkemia…
Depuis vingt ans, les mercenaires Durine, Kethol et Pirojil se battent pour de l’argent. Ils ont affronté toutes sortes d’ennemis et ne craignent plus grand-chose. Alors, quand on leur donne l’ordre d’accompagner une jeune aristocrate à un sommet politique dans la cité de LaMut, les Trois Épées croient à une mission facile.
Mais rien n’est simple dans cet univers de faux-semblants, fourbe et violent.
Entourés de nobles ambitieux et retors, les mercenaires doivent résoudre une série de meurtres sanglants… L’avenir politique de Midkemia repose entre leurs mains.

## Sources
- Le site officiel de Raymond E. Feist
- Le site des éditions Bragelonne
- Forum Les chroniques de Krondor (inscription requise)